# Benno Landsberger

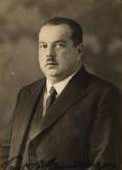
B. Landsberger, 1959

Benno Landsberger (* 21. April 1890 in Friedek, Österreichisch-Schlesien; † 26. April 1968 in Chicago) war einer der bedeutendsten deutschen Assyriologen.

## Leben
Landsberger studierte in Leipzig seit 1908 Orientalistik, seine Lehrer waren unter anderem August Fischer (Arabistik) und Heinrich Zimmern (Assyriologie). 1913 wurde er am altorientalischen Institut in Leipzig promoviert. 1914 trat Landsberger in die österreichische Armee ein. Er diente an der Ostfront, wurde 1916 schwer verwundet und mit dem Goldenen Verdienstkreuz ausgezeichnet. Nach dem Krieg habilitierte Landsberger sich 1920 in Leipzig und wurde 1926 zum außerordentlichen Professor ernannt. 1928 wurde er als Nachfolger Peter Jensens auf eine ordentliche Professur nach Marburg berufen, doch bereits 1929 kehrte er als Nachfolger von Heinrich Zimmern nach Leipzig zurück. Neben Landsberger wirkte in Leipzig außerdem Friedrich-Wilhelm Weißbach. Im damals führenden orientalistischen Institut studierten unter anderem Adam Falkenstein, Hans Gustav Güterbock, Fritz Rudolf Kraus und Wolfram von Soden.
Nach dem Gesetz zur Wiederherstellung des Berufsbeamtentums 1935 entlassen, nahm Landsberger einen Ruf an die Universität Ankara an, wo auf Betreiben Mustafa Kemal Atatürks eine neue geisteswissenschaftliche Fakultät mit historischem Schwerpunkt aufgebaut wurde. Güterbock und Kraus gingen ebenfalls ins Exil in der Türkei. Landsberger wirkte in Ankara beim Aufbau der Fakultät für Sprachen, Geschichte und Geographie (Dil ve Tarih-Cografya Fakültesi) mit.
1948 wurde er an das Oriental Institute der University of Chicago berufen, wo er bis 1955 wirkte. Während dieser Zeit nahm er die amerikanische Staatsbürgerschaft an.
1959 wurde er korrespondierendes Mitglied der Sächsischen Akademie der Wissenschaften sowie Mitglied der American Philosophical Society. Der British Academy gehörte er seit 1961 als korrespondierendes Mitglied an.

## Werke
- Der kultische Kalender der Babylonier und Assyrer: I. Die altbabylonischen Lokalkalender, Leipzig 1914 (Dissertation) (Leipziger semitistische Studien. Bd. 6, H. 1. 1915) Online
- Assyrische Handelskolonien in Kleinasien aus dem dritten Jahrtausend, Leipzig 1925 (Der Alte Orient, Bd. 24. H. 4) Online
- Bilderatlas, 6. Lieferung:Babylonisch-Assyrische Religion, Leipzig 1925 Online
- Die Fauna des alten Mesopotamien nach der 14. Tafel der Serie Har-ra=Hubullu, Hirzel, Leipzig 1934 (Abhandlungen der Sächsischen Akademie der Wissenschaften zu Leipzig, Philologisch-Historische Klasse, Bd. 42, Nr. 6)
- Die Serie ana ittisu, Pontificum Institutum Biblicum, Rom 1937 (Materialien zum sumerischen Lexikon, Bd. 1)
- Sam'al. Karatepe herabelerinin keşfi ile ilgili araştirmalar; Birinci kisim, Türk tarih Kurum basimevi, Ankara 1948 (Türk tarih Kurumu Yayinlarindan, no 16 a)
- The date Palm and its by-products, 1967
- Nachruf auf Heinrich Zimmern. In: Zeitschrift für Assyriologie 40, 1932, S. 133–143
- Zur 100. Wiederkehr des Geburtstages von Heinrich Zimmern. In: Forschungen und Fortschritte. Nachrichtenblatt der deutschen Wissenschaft und Technik 36, 1962, S. 219–220[3]
- August Fischer zum 70. Geburtstag, Forschungen und Fortschritte 11, 1935, S. 62–63.